# Rhipidomys mastacalis
Rato-da-árvore (Rhipidomys mastacalis) é uma espécie de roedor da família Cricetidae. Endêmica do Brasil, onde pode ser encontrada nos estados de Pernambuco, Alagoas, Sergipe, Bahia, Minas Gerais, Espírito Santo, Rio de Janeiro e São Paulo.